# فروم استانی رومی (مریدا)
فروم استانی رومی (انگلیسی: Roman Provincial Forum) یکی از مناطق باستان‌شناسی شهر مریدا در اسپانیا است که در سدهٔ نخست میلادی ساخته شد. این محوطه بخشی از فضای عمومی شهر رومی آگوستا امریتا بود؛ شهری که در سال ۲۵ پیش از میلاد بنیان‌گذاری شد. عنوان «استانی» به دلیل نقش این شهر به‌عنوان پایتخت استان لوسیتانیا به آن داده شده است. این مکان، همراه با فروم رومی مریدا و دیگر بناهای رومی شهر، در سال ۱۹۹۳ در فهرست میراث جهانی یونسکو به ثبت رسید.
در زمان امپراتور کلودیوس معبد اصلی این مجموعه با تزئینات سنگ مرمر باشکوهی مزین شد.

## توصیف
فروم شامل یک میدان بزرگ بود که در اطراف آن رواقی باشکوه قرار داشت. در مرکز میدان، معبدی بزرگ قرار گرفته بود که از طریق «طاق نصرت تراژان» به آن دسترسی پیدا می‌کردند.
ساختمان‌های شاخص این مجموعه شامل موارد زیر بودند:
- طاق نصرت تیبریوس: این طاق در انتهای خیابان اصلی شهر (کاردو ماکسیموس) قرار داشت. از سنگ گرانیت ساخته شده و ارتفاع آن ۱۳٫۹۷ متر است. در گذشته با پوششی از سنگ مرمر تزئین شده بود.
- معبد ساخته‌شده در دوران تیبریوس: این معبد نیز در زمان حکومت امپراتور تیبریوس بنا گردید و بخشی از مجموعه معماری فروم استانی به‌شمار می‌رفت.